# رواق الشرف الثاني
رواق الشرف الثاني أو رواق الفخر الثاني (بالأذرية: İkinci Fəxri Xiyaban) هي مقبرة تقع في منطقة «یاسامال» بمدينة باكو بأذربيجان.
تأسست هذه المقبرة أواخر ستينيَّات القرن العشرين، وهي تضم رفات مشاهير أذربيجان من عُلماءٍ وفنَّانين وساسة وأبطالٍ قوميين أذريين وسوڤيت، إضافةً إلى أعلام القطاع الاقتصادي للبلاد، وسائر من حظوا بتقديراتٍ وإشاداتٍ عالية من طرف الحُكُومات الأذريَّة والسوڤيتيَّة قبلها.
أُضيف إلى المقبرة قسمٌ جديد سنة 2020، وكان أوَّل من دُفن فيه هما الضابطان بولاد هاشموڤ والقار ميرزاييڤ الذين قُتلا خلال الاشتباكات الحُدُوديَّة الأرمنيَّة الأذريَّة في مقاطعة تووز. دُفن في هذا القسم أيضًا ما يزيد عن مائة جُندي ممن قُتلوا في حرب مُرتفعات قرەباغ الأُخرى.